# Natura 2000-område nr. 45 Korsø Knude
Natura 2000-område nr. 45 Korsø Knude (også Kåse Knude) består af den nordvestlige ende af en seks km lang og 1,5 km bred kalkknude med en stejl vest- og nordvestvendt skrænt og EU-habitatområdet H187 har et areal på i alt 20 hektar, der ligger vest for Hjardemål Klitplantage, nordvest for Østerild Klitplantage, og et par km syd for Vigsø Bugt i Skagerrak; Mod vest ligger Hanstholmknuden (Habitatområde nr 220) der er den østlige del af Natura 2000-område nr. 24 Hanstholm Reservatet, Hanstholmknuden, Nors sø og Vandet sø.
Mod nord ligger Vullum Sø, der også er Natura 2000-område, nr. 23 Vullum Sø. Et område på 17 hektar blev fredet i 1955 
Af det samlede areal på 20 hektar er 14,6 ha af arealet omfattet af naturbeskyttelseslovens § 3, hvoraf 5,8 ha er hede; 0,5 ha er mose, 0,3 ha er enge, 7,7 ha ere overdrev og der er 0,3 km vandløb.
Korsø Knuden var en ø i stenalderhavet og nu 6.000 år efter er der stadig stejle kystskrænter mod vest og nord. Disse skrænter danner i dag levested for en række sjældne
planter, der er knyttet til den kalkholdige jordbund. Dele af knuden er dækket af et mere eller mindre tykt lag af flyvesand med enkelte blottede kalkpartier. Vegetationen består derfor af overdrevsvegetation på kalkpartierne, og klitvegetation på de sanddækkede dele. Området er levested for sjældne planter som Bitter Mælkeurt, Bakke-Fnokurt,
Stivhåret Kalkkarse, Dansk Kambunke og Hvidgrå Draba. Den sjældne mos Kruset Snoblad (Tortella tortuosa) der er karakteristisk for
tilstedeværelse af blottet kalk gør skrænten til en værdifuld botanisk lokalitet.

Natura 2000-planen er vedtaget i 2011, hvorefter kommunalbestyrelserne
og Naturstyrelsen udarbejdede bindende handleplaner for
gennemførelsen af planen. Planen videreføres og videreudvikles i senere planperioder.
Natura 2000-området ligger i Thisted Kommune, og naturplanen er koordineret med vandplanen 1.1 Nordlige Kattegat, Skagerrak.

## Eksterne kilder og henvisninger
1. 1 2  Miljøstyrelsen Nordjylland (juni 2023). "Naturplan 2022-2027  Natura 2000-område nr. 45 Korsø Knude" (PDF). mst.dk. Miljøstyrelsen. Arkiveret (PDF) fra originalen 19. maj 2024. Hentet 19. maj 2024.
2. 1 2  
Miljøstyrelsen Nordjylland (2023). "Revideret basisanalyse 2022-2027  Natura 2000-område nr. 45 Korsø Knude" (PDF). mst.dk. Miljøstyrelsen. Arkiveret (PDF) fra originalen 19. maj 2024. Hentet 18. maj 2024.
3. ↑  Om fredningen på fredninger.dk
4. ↑  "Natura 2000-planlægning 2022-2027". mst.dk. Miljøstyrelsen. 2023. Arkiveret fra originalen 29. marts 2024. Hentet 11. maj 2024.

- Kort over området på miljoegis.mim.dk hnentet 19. maj 2024
- "Plandokumenter for Natura 2000-områderne i Jylland Nord  for perioden 2022-2027". mst.dk. Miljøstyrelsen. Arkiveret fra originalen 7. juni 2024. Hentet 7. juni 2024.